# (2478) Токай
(2478) Токай — астероид из главного пояса. Астероид был открыт 4 мая 1981 года японским астрономом Тосимасой Фурутой в Токайской Обсерватории (код обсерватории 879) и назван в честь города Токай.
30 января 2007 года D. Higgins из Канберры в Австралии, Петр Правец и Петер Кушнирак из Обсерватории Ондржеёв, B. Warner из Palmer Divide Observatory (Колорадо-Спрингс, Колорадо), Адриан Галад из Модраской обсерватории, J. Oey из Leura в Австралии, R.
Goncalves из Linhaceira (Томар, Португалия) и W. Cooney, J. Gross и D.
Terrell из Sonoita Research Observatory (Sonoita, Аризона) опубликовали отчёт, основанный на фотометрических наблюдениях 20-28 января 2007 года, согласно которым малая планета (2478) является синхронной двойной системой с периодом обращения 25,885 +/- 0,007 часа, расстоянием между телами около 21 км и отношением диаметра меньшего тела к диаметру большего 0,72 (диаметр меньшего тела 5,8 км).

## Сближения
| дата             | а. е.    | расстояний до Луны | небесное тело |
| ---------------- | -------- | ------------------ | ------------- |
| 11.09.1998 17:09 | 0,037356 | 14,6               | Ирида         |
| 27.02.2103 0:05  | 0,031696 | 12,3               | Ирида         |
| 02.09.2161 2:48  | 0,024210 | 9,43               | Фисба         |